# Colibrí d'Atacama
El colibrí d'Atacama (Rhodopis vesper) és una espècie d'ocell de la subfamília dels troquilins (Trochilinae) dins la família dels troquílids (Trochilidae) i única espècie del gènere Rhodopis.

## Descripció
- Colibrí amb una llargària de 13 - 14 cm. Bec llarg negre un mica corbat.
- Mascle amb dors i cap verd. Carpó rogenc. Blanquinós a les parts inferiors. Gola rosàcia amb lluentor violeta i parts inferiors i laterals del coll amb lluentor blavosa. Cua forcada amb les plomes centrals ver oliva i les externes negroses.
- Femella similar al mascle amb colors menys brillants i gola sense colors brillants.

## Hàbitat i distribució
Habita matolls àrids tant a les terres baixes com a les muntanyes a l'oest del Perú i nord de Xile.

## Subespècies
S'han descrit tres subespècies:
- R. v. atacamensis (Leybold, 1869). Regió d'Atacama, al nord de Xile.
- R. v. koepckeae (Berlioz, 1975). Nord-oest de Perú.
- R. v. vesper (Lesson, 1829). Des de l'oest de Perú fins al nord de Xile.